# Gomphide rosâtre
Gomphidius subroseus
Espèce
Gomphidius subroseus, de son nom vernaculaire, le gomphide rosâtre est un champignon basidiomycète de la famille des gomphidiacées originaire d'Amérique du Nord.

## Description
- Chapeau : 3 à 7 cm, convexe puis étalé, voire déprimé et mamelonné, rose à rougeâtre.
- Lames : décurrentes, sub-espacées, cireuses, blanches virant progressivement au gris foncé : la sporée est noire.
- Pied : 4 à 10 cm blanc et sec en haut, cylindrique ou rétréci à la base, visqueux en dessous d'une zone annulaire plus resserrée, souvent tachée par les spores.
- Chair : épaisse, ferme, blanche ; odeur douce, saveur douce.

## Habitat
Le gomphide rosâtre pousse de juillet à octobre sous les conifères, souvent l'épicéa.

## Galerie

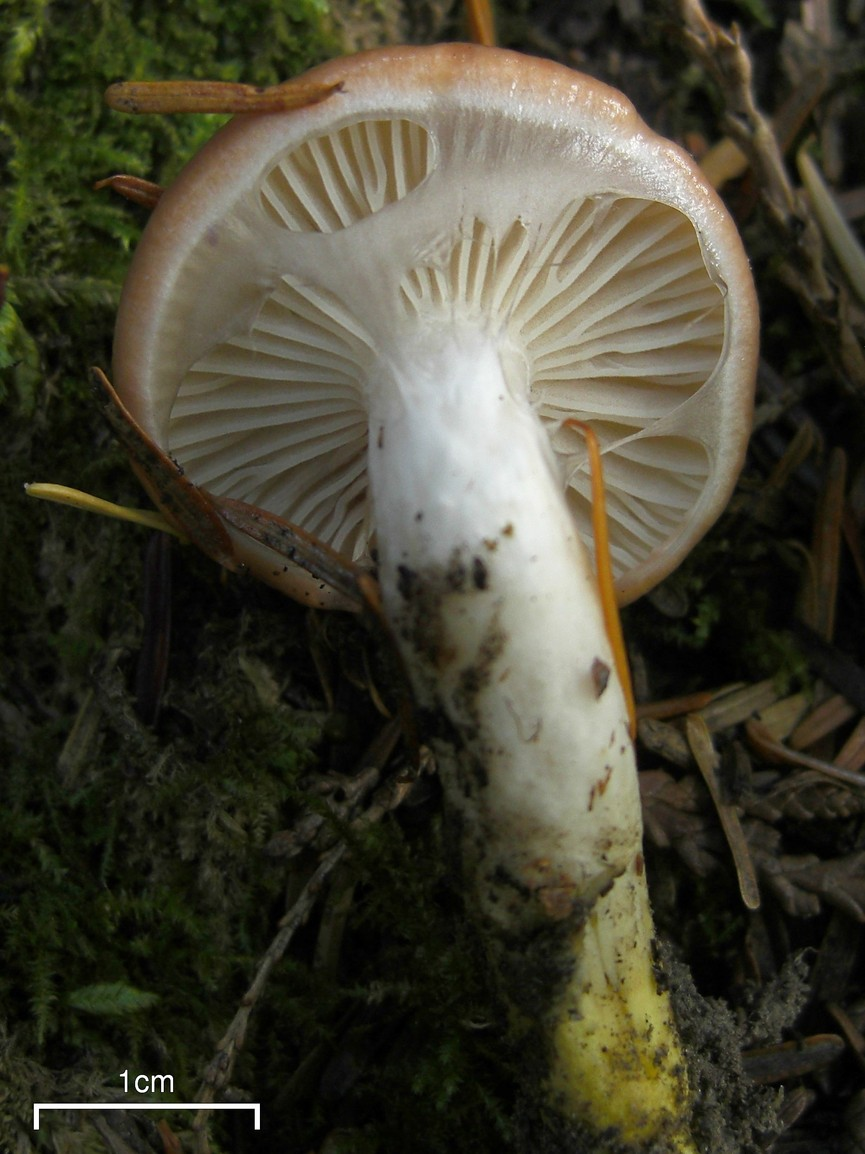
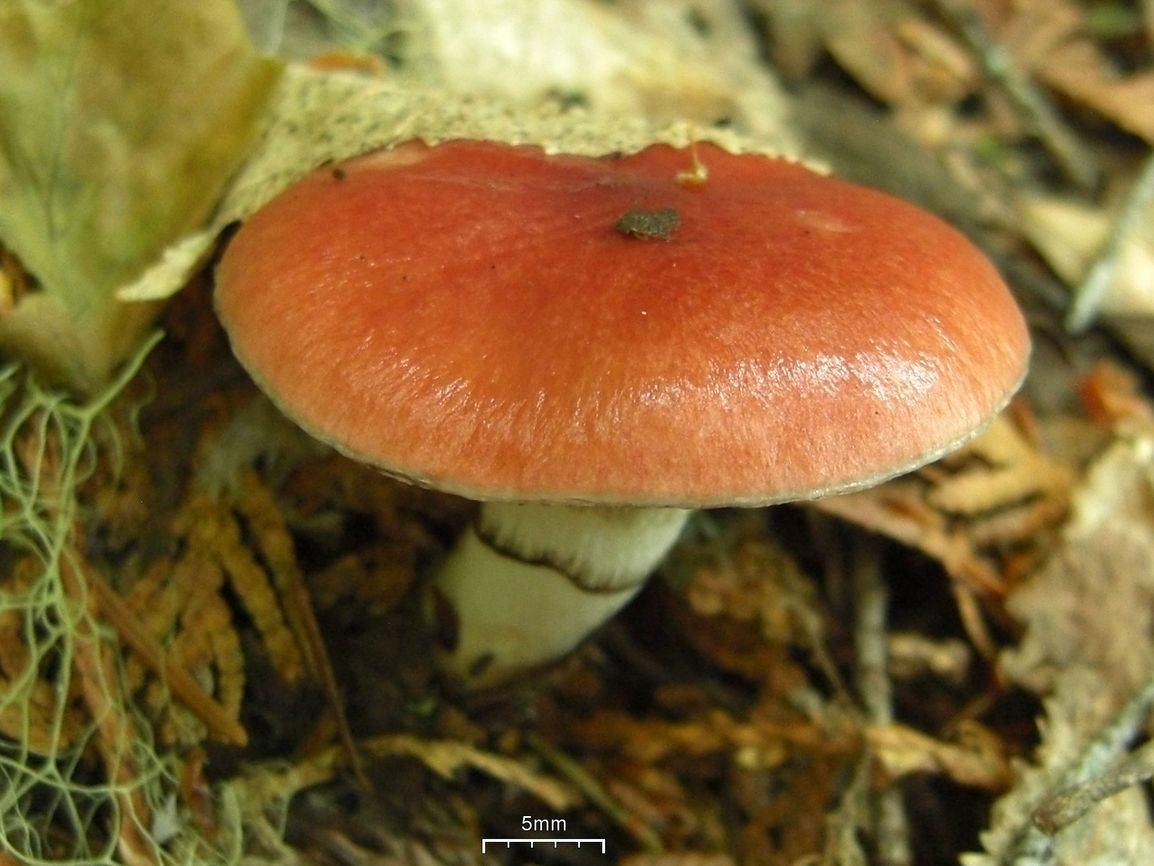